# Косівська сільська рада (Чортківський район)
Ко́сівська сільська́ ра́да — колишня адміністративно-територіальна одиниця та орган місцевого самоврядування в Чортківському районі Тернопільської області. Адміністративний центр — с. Косів.

## Загальні відомості
Косівська сільська рада утворена в 1939 році.
- Територія ради: 26,635 км²
- Населення ради: 1 511 особа (станом на 2001 рік)

## Населені пункти
Сільській раді були підпорядковані населені пункти:
- с. Косів

## Історія
Перша сільська рада в Косові утворена у вересні 1939 року.
У березні 1944 році сільська рада відновлена.
2 січня 1960 року до Косівської сільської ради приєдналася Ромашівська сільська рада, яка згодом від'єдналася та відновила свою діяльність.
26 листопада 2020 року увійшла до складу Білобожницької сільської громади.

## Географія
Косівська сільська рада межувала з Звиняцькою, Бичківською, Ридодубівською, Ромашівською сільськими радами — Чортківського району, та Вербівецькою сільською радою — Теребовлянського району.

## Склад ради

### Голови ради
| Прізвище, ім'я, по батькові   | Основні відомості                                                                                   | Дата обрання | Дата звільнення |
| ----------------------------- | --------------------------------------------------------------------------------------------------- | ------------ | --------------- |
| Олексів Ольга Антонівна       | Сільський голова                                                                                    | 1990         | 1994            |
| Швець В′ячеслав Володимирович | Сільський голова                                                                                    | 1994         | 1998            |
| Швець В′ячеслав Володимирович | Сільський голова                                                                                    | 1998         | 2002            |
| Слоїк Богдан Володимирович    | Сільський голова                                                                                    | 2002         | 2006            |
| Бідочко Андрій Михайлович     | Сільський голова, 1976 року народження, освіта середня спеціальна, член Української Народної Партії | 26.03.2006   | 31.10.2010      |
| Бідочко Андрій Михайлович     | Сільський голова, 1976 року народження, освіта середня спеціальна, член Української Народної Партії | 31.10.2010   | 25.10.2015      |
| Бідочко Андрій Михайлович     | Сільський голова, 1976 року народження, освіта середня спеціальна, член Української Народної Партії | 25.10.2015   | 26.11.2020      |

Примітка: таблиця складена за даними сайту Верховної Ради України

#### Секретарі ради
| Прізвище, ім'я, по батькові | Основні відомості | Дата обрання | Дата звільнення |
| --------------------------- | ----------------- | ------------ | --------------- |
| Леськів Марія Казимирівна   | Секретар          | 1990         | 1994            |
| Леськів Марія Казимирівна   | Секретар          | 1994         | 1998            |
| Леськів Марія Казимирівна   | Секретар          | 1998         | 2002            |
| Леськів Марія Казимирівна   | Секретар          | 2002         | 2006            |
|                             | Секретар          | 2006         | 2010            |
| Стець Галина Данилівна      | Секретар          | 2010         | 2015            |
| Стець Галина Данилівна      | Секретар          | 2015         | 2020            |

### Депутати

#### VII скликання
За результатами місцевих виборів 2015 року депутатами ради стали:
1. Штиник Володимир Станіславович
2. Бідочко Василь Богданович
3. Штиник Надія Володимирівна
4. Штиник Павло Михайлович
5. Васін Іван Володимирович
6. Білоус Ірина Богданівна
7. Дюк Надія Богданівна
8. Янч Марія Володимирівна
9. Лахман Володимир Ярославович
10. Старик Микола Васильович
11. Леськів Галина Миколаївна
12. Стець Галина Данилівна
13. Феник Ігор Романович
14. Бідочко Петро Михайлович

#### VI скликання
За результатами місцевих виборів 2010 року депутатами ради стали:
1. Павліковська Галина Михайлівна
2. Бідочко Василь Богданович
3. Штиник Надія Володимирівна
4. Штиник Павло Михайлович
5. Мороз Володимир Вікторович
6. Давибіда Ірина Іванівна
7. Чорній Василь Михайлович
8. Концограда Зеновій Йосипович
9. Лахман Володимир Ярославович
10. Слоїк Володимир Михайлович
11. Леськів Галина Миколаївна
12. Стець Галина Данилівна
13. Феник Ігор Романович
14. Бідочко Петро Михайлович
15. Василик Михайло Михайлович
16. Старик Микола Васильович

#### V скликання
За результатами місцевих виборів 2006 року депутатами ради стали:
1. Бідочко Василь Богданович
2. Бодяк Оксана Петрівна
3. Василик Михайло Михайлович
4. Вишинський Володимир Михайлович
5. Юльчицький Богдан Йосипович
6. Концограда Зеновій Йосипович
7. Леськів Володимир Павлович
8. Мельник Зеновій Іванович
9. Петрів Богдан Петрович
10. Петрів Любов Андріївна
11. Слоїк Володимир Михайлович
12. Стець Галина Данилівна
13. Феник Ігор Романович
14. Швець В’ячеслав Володимирович
15. Штиник Павло Михайлович

#### IV скликання
За результатами місцевих виборів 2002 року депутатами ради стали:
1. Феник Ігор Романович
2. Леськів Марія Казимирівна
3. Штиник Надія Володимирівна
4. Федорків Зеновій Миколайович
5. Мельник Любов Вірославівна
6. Мельник Зеновій Іванович
7. Швець Дмитро Васильович
8. Бідочко Богдан Володимирович
9. Петрів Богдан Петрович
10. Слоїк Володимир Михайлович
11. Козак Богдан Володимирович
12. Бідочко Андрій Михайлович
13. Леськів Володимир Павлович
14. Павліковський Богдан Володимирович
15. Василик Михайло Михайлович

#### III скликання
За результатами місцевих виборів 1998 року депутатами ради стали:
1. Бабій Володимир Петрович
2. Леськів Марія Казимирівна
3. Швець Ігор Васильович
4. Федорків Зеновій Миколайович
5. Мельник Любов Вірославівна
6. Мельник Зеновій Іванович
7. Петрів Богдан Володимирович
8. Бідочко Богдан Володимирович
9. Петрів Богдан Петрович
10. Вишинський Володимир Михайлович
11. Бідочко Василь Богданович
12. Бідочко Андрій Михайлович
13. Лялік Аделія Станіславівна
14. Леськів Володимир Павлович
15. Василик Михайло Михайлович

#### II скликання
За результатами місцевих виборів 1994 року депутатами ради стали:
1. Задорожний Роман Петрович
2. Леськів Марія Казимирівна
3. Бачик Богдан Володимирович
4. Федорків Зеновій Миколайович
5. Петрів Богдан Володимирович
6. Петрів Богдан Петрович
7. Федорків Володимир Михайлович
8. Боднар Іван Миколайович
9. Мельник Зеновій Іванович
10. Шевців Антон Миколайович
11. Бідочко Василь Богданович
12. Бальон Андрій Семенович
13. Василик Михайло Михайлович

#### I скликання
За результатами місцевих виборів 1990 року депутатами ради стали:
1. Боднар І.М.
2. Леськів М.К.
3. Титин М.П.
4. Федорків З.М.
5. Гоба М.П.
6. Андрухів Ю.П.
7. Федорків Б.М.
8. Петрів Є.Р.
9. Олексів О.А.
10. Кіндяк Я.М.
11. Демко М.Д.
12. Феник Р.Г.
13. Федорків В.М.
14. Яцунь М.С.
15. Петрів Д.М.
16. Чекалюк М.Г.
17. Парацій О.С.
18. Голомий М.В.
19. Шуйко Г.М.
20. Качанюк В.М.
21. Рубленик Іван Васильович
22. Матвійчук К.І.
23. Бабій В.Д.
24. Махній Д.І.
25. Семирозум З.М.